# Umbrella Mistress
Umbrella Mistress je sólové studiové album amerického hudebníka Omara Rodrígueze-Lópeze. Vydáno bylo dne 9. září 2016 společností Ipecac Recordings jako páté z dvanácti alb, která hudebník hodlá vydat v tom roce (desky byly nahrány v průběhu několika let). Album nahrál se svým dlouholetým spolupracovníkem, bubeníkem Deantonim Parksem, a zpěvačkou Teri Gender Bender. Všichni tři byli také členy kvartetu Bosnian Rainbows. Deska obsahuje celkem deset anglicky zpívaných písní.

## Seznam skladeb
1. „Saloenliaze“ – 3:09
2. „Umbrella Mistress“ – 3:42
3. „Houses Full of Hurt“ – 2:37
4. „Eastern Promises“ – 3:52
5. „Blood Count“ – 2:00
6. „Through Wires“ – 3:35
7. „Blue Pale Queen“ – 4:05
8. „Tell Me What I Did Wrong“ – 3:58
9. „Winter's Gone“ – 2:42
10. „Diamond Teeth“ – 3:47

## Obsazení
- Omar Rodríguez-López – zpěv, kytara
- Teri Gender Bender – doprovodné vokály
- Deantoni Parks – bicí